# Szczelina za Okrętem I
Szczelina za Okrętem I – jaskinia, a właściwie schronisko, w Dolinie Kościeliskiej w Tatrach Zachodnich. Wejście do niej położone jest w Organach, w żlebie opadającym z Okrętu, w pobliżu Szczeliny za Okrętem II, na wysokości 1109 m n.p.m. Długość jaskini wynosi 13,5 metrów, a jej deniwelacja 3,5 metra.

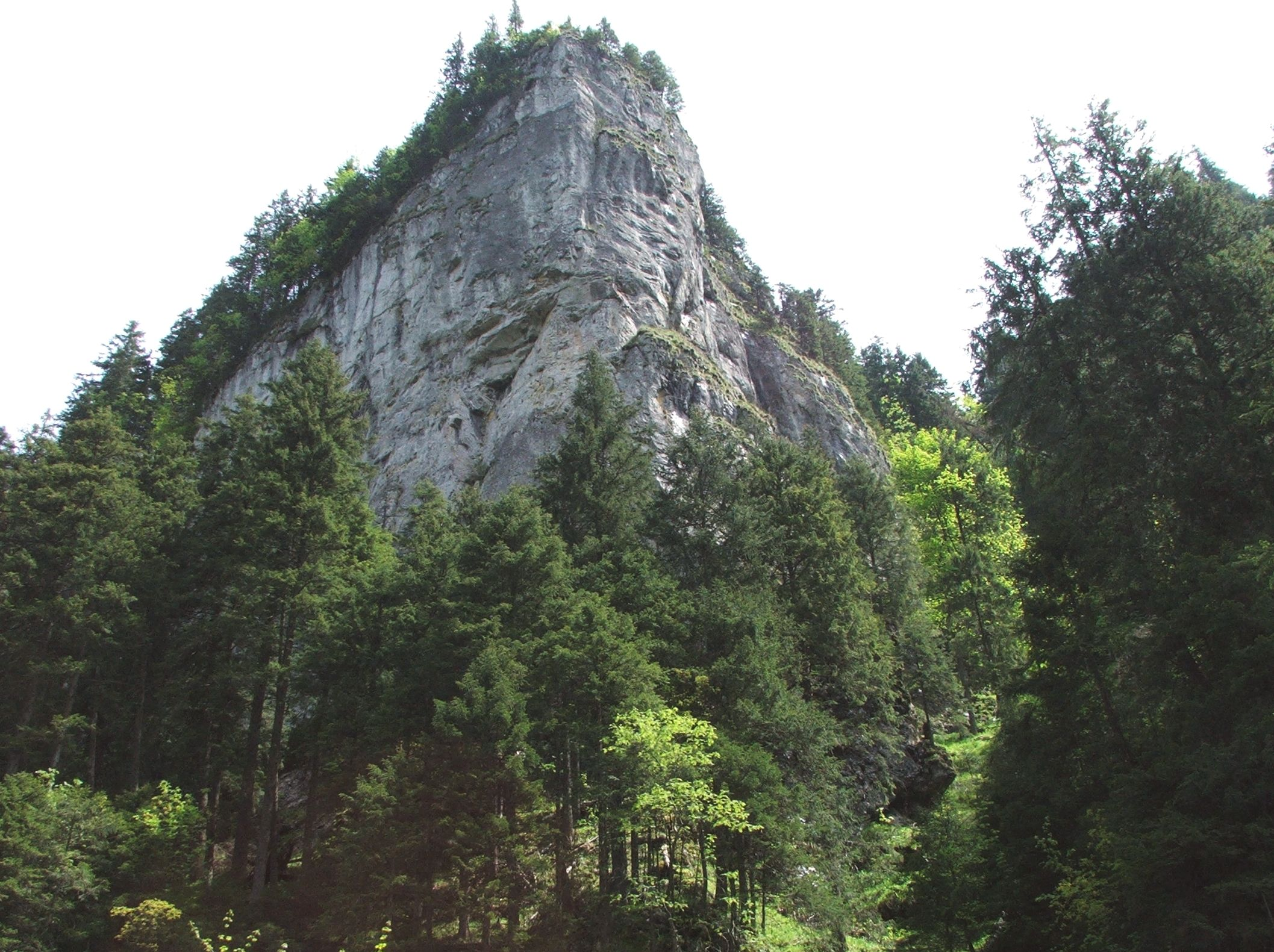
Turnia Okręt w Dolinie Kościeliskiej

## Opis jaskini
Jaskinię stanowi duża, podłużna sala, do której prowadzi obszerny otwór wejściowy. Odchodzą z niej dwa krótkie ciągi: 1-metrowy korytarzyk i niewielka nyża.

## Przyroda
W jaskini brak jest nacieków. Ściany są suche, rosną na nich mchy, trawy, porosty i glony.

## Historia odkryć
Jaskinię odkryli Stefan Zwoliński i Jerzy Zahorski w październiku 1933 roku.